# Iver Rosenkrantz
Iver Rosenkrantz (ur. 5 grudnia 1674 w Rosenholm, zm. 13 września 1745 tamże), był duńskim wysokim urzędnikiem państwowym, dyplomatą i politykiem.
Jego ojcem był radca dworu Erik Rosenkrantz. Iver ożenił się 1 czerwca 1702 w Kopenhadze z Birgitte Gersdorff (ok. 1687–1719). A 19 lutego 1721 powtórnie z Charlotte Amalie Skeel (1700-1763).
Iver Rosenkrantz przybył w 1691 roku do Akademii Rycerskiej (Ridderakademiet – Kopenhaga). W latach 1694–1697 przebywał za granicą. W roku 1698 został paziem (kammerjunker) księżniczki Zofii Jadwigi. Od roku 1700 był wysyłany w misjach dyplomatycznych. W latach 1708–1709 był marszałkiem dworu (hofmarskal) króla Fryderyka IV. Od 1709 do 1714 ambasador Danii w Londynie. W roku 1717 przyjęty do Tajnej Rady (gehejmeråd).
Potem był burmistrzem Viborga. W 1730 wrócił do Kopenhagi i Tajnej Rady. Został nadsekretarzem kancelarii państwowej (danske og Tyske Kancelli), a także kawalerem Orderu Danebroga (1709), Orderu Słonia (1730) i Orderu Wierności (1732).